# جورج ميلر (لاعب كرة قدم)
جورج ميلر (بالإنجليزية: George Miller)‏ (20 مايو 1939 في المملكة المتحدة - 26 ديسمبر 2008 في المملكة المتحدة) هو مدرب كرة قدم ولاعب كرة قدم بريطاني في مركز الدفاع. لعب مع دونفرملين أثلتيك ونادي فالكيرك وهارت أوف ميدلوثيان ووولفرهامبتون واندررز ورابطة كرة القدم الاسكتلندية الحادية عشر ‏.

## وصلات خارجية
- جورج ميلر على موقع قاعدة بيانات كرة القدم.إي يو (الإنجليزية)